# Кедра (приток Камы)
Кедра — река в России, протекает по Афанасьевскому району Кировской области. Устье реки находится в 1646 км по правому берегу реки Кама. Длина реки составляет 16 км.
Исток реки на Верхнекамской возвышенности в 5 км к юго-востоку от деревни Ромаши (Пашинское сельское поселение). Река течёт на север, затем поворачивает на запад. Приток — Кедровка (левый). В среднем течении на берегу деревня Верхняя Кедра. Впадает в Каму у деревни Мироново (Пашинское сельское поселение).

## Данные водного реестра
По данным государственного водного реестра России относится к Камскому бассейновому округу, водохозяйственный участок реки — Кама от истока до водомерного поста у села Бондюг, речной подбассейн реки — бассейны притоков Камы до впадения Белой. Речной бассейн реки — Кама.
Код объекта в государственном водном реестре — 10010100112111100000238.